# Iglesia de San Miguel (Bordecorex)
Las iglesia de San Miguel es una iglesia románica que se encuentra en Bordecorex (Provincia de Soria, Castilla y León, España).
Destaca por estar situada en el enclave conocido como El Castillo, con una esbelta torre del campanario de fábrica de sillar, lo que junto con su situación privilegiada sobre el caserío hace sospechar de su origen como torre de un asentamiento fortificado.

## Historia
Bordecorex es el lugar en que históricamente se dice que murió Almanzor, cuando regresaba a Medinaceli después de su derrota en Calatañazor. Este territorio fue de gran importancia estratégica en el avance hacia el norte de las tropas musulmanas y en la consolidación territorial de sus conquistas; también fue testigo de los contraataques y campañas de la reconquista cristiana. Por ello se encuentran varias atalayas en la zona y su iglesia parroquial de San Miguel se presenta fortificada en su torre. Por su construcción, realizada en fábrica sillar, indica que pudo ser una atalaya o torre defensiva realizada en el siglo X y por tanto sería de traza musulmana.
En la madrugada del 20 de febrero de 2008 se derrumbó la torre que carecía de cubierta y mostraba desde tiempo atrás daños inquietantes en su fábrica. En 2009 la torre fue reconstruida y aprovechando la obra, también se eliminaron las ruinas y el recrecido del ábside, devolviéndola su altura original al tiempo que se eliminaban filtraciones.

## Descripción
La fábrica de la iglesia es de nave única rematada en cilindro absidial con la torre adosada a los pies. La cabecera es el punto de mayor interés en este templo. El tramo presbiteral presenta bajo su cornisa en chaflán, una serie de canecillos en nacela, doble nacela, rollo, rostro humano, trilobulados y media luna. El ábside, cerrado con buena sillería, se recreció en mampostería en su tramo más elevado. Se divide en tres paños por dos semicolumnas adosadas, de sencillos capiteles que se elevan hasta la cornisa. En cada uno de los paños se abren saeteras y corona el conjunto una franja de arquillos lombardos que arrancan de modillones de rollos; sobre ellos la cornisa a bisel descansa en canecillos de nacela. 
La robusta torre se adosa al paramento occidental. Es de planta cuadrada y almenada en su cuerpo elevado. Perdió su cubierta y así estuvo durante muchos años hasta que se derrumbó en el año 2008. Posteriormente fue reconstruida a partir de los materiales originales, dotándola de una nueva cubierta.

## Galería

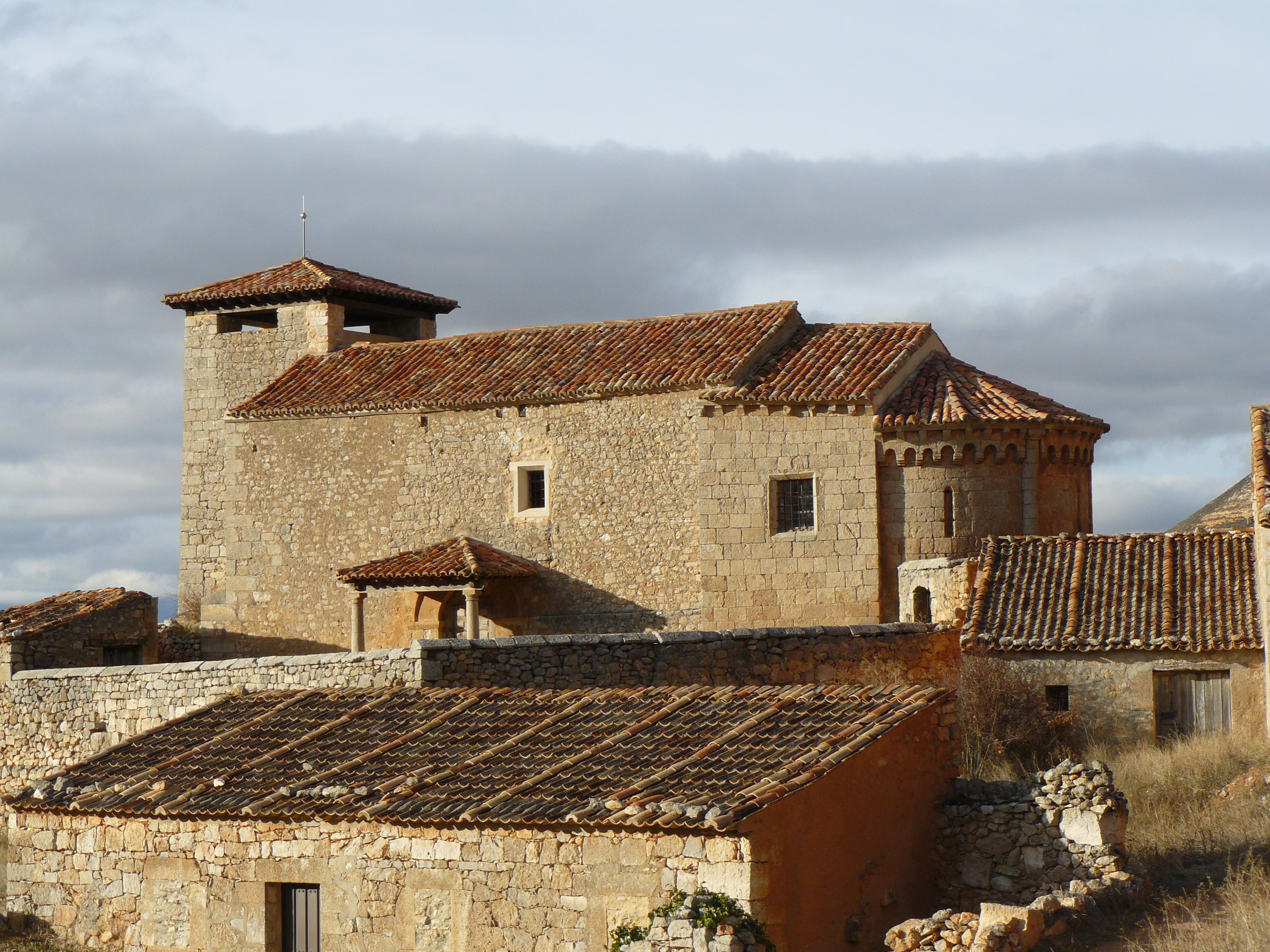
Vista general
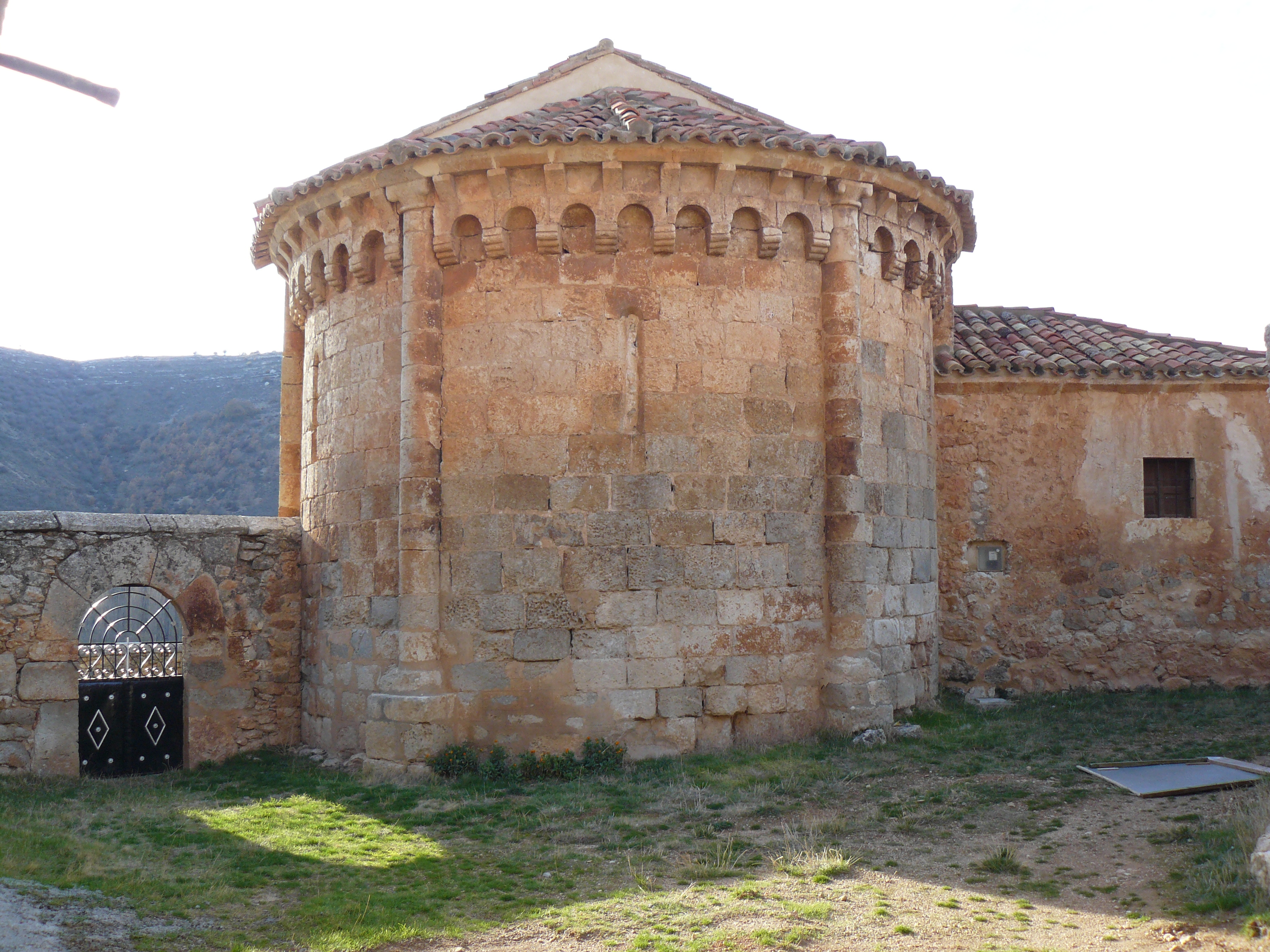
Ábside
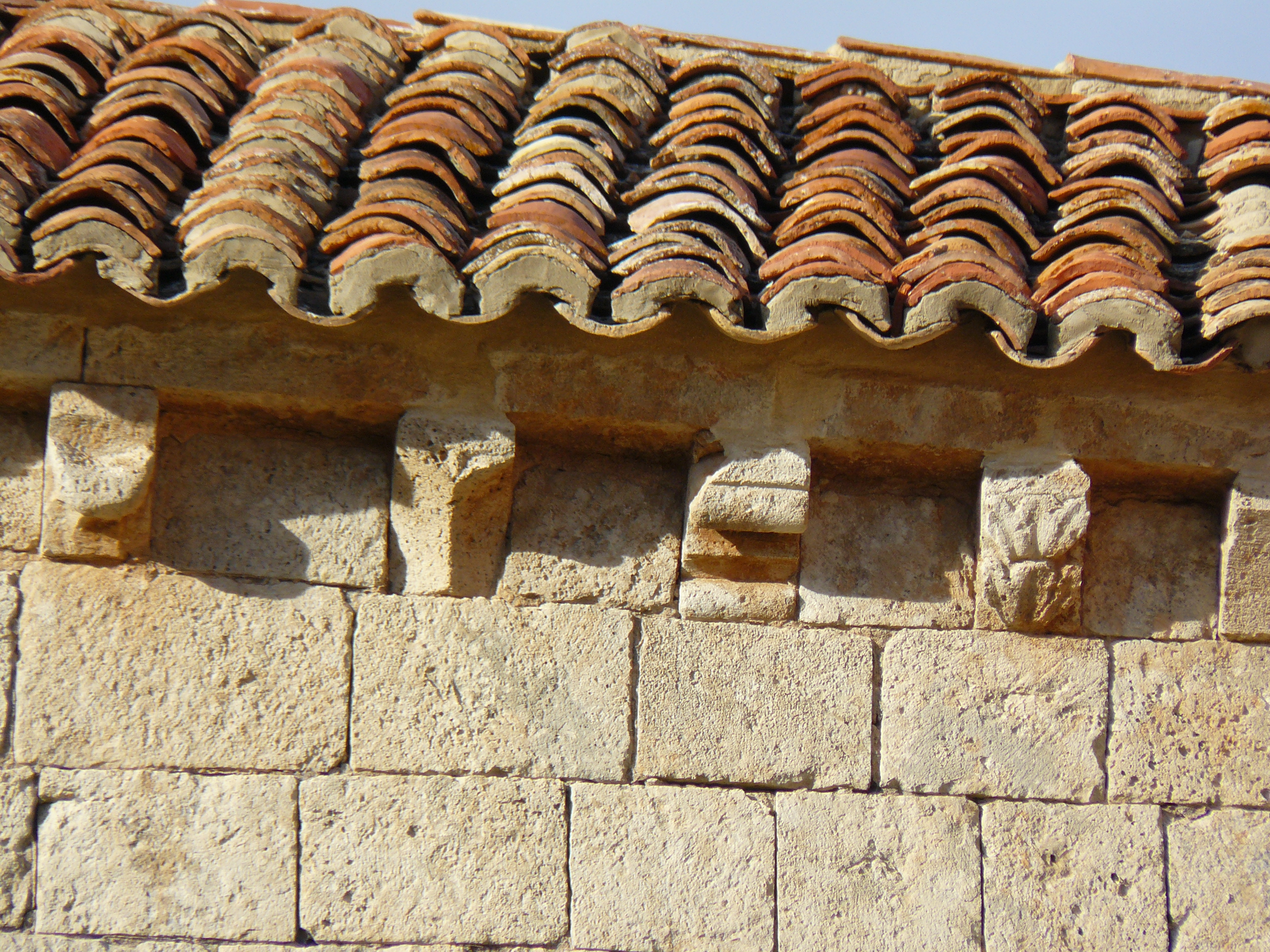
Canecillos del alero
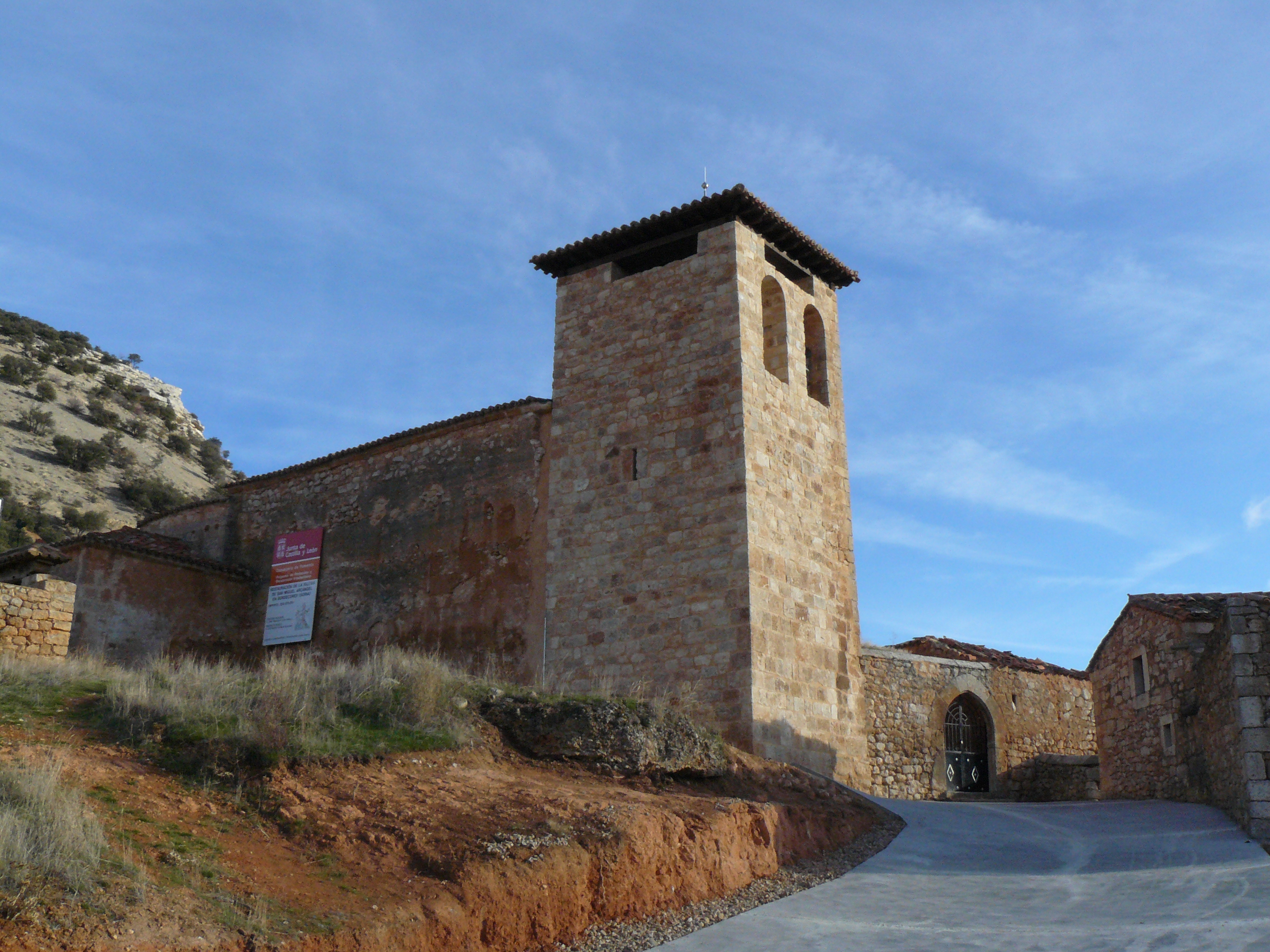
Torre